# Mistrovství světa v biatlonu 2021 – závod s hromadným startem mužů
Závod s hromadným startem mužů na Mistrovství světa v biatlonu 2021 se konal v neděli 21. února jako závěrečný mužský závod v pokljuckém biatlonovém stadionu. Na trati 15 km jeli závodníci pět 3kilometrových okruhů s dvěma střelbami vleže a dvěma vstoje. Zahájení proběhlo ve 15.15 hodin středoevropského času. Do závodu nastoupilo 30 biatlonistů – všichni individuální medailistéy dosavadního šampionátu, závodníci hodnocení do 15. místa v celkovém pořadí světového poháru a závodníci, kteří na mistrovství získali nejvíce bodů do tohoto hodnocení.
Obhájce titulu Nor Johannes Thingnes Bø vinou pěti nesestřelených terčů dojel na osmém místě a zůstal bez individuálního vítězství na pokljuckém mistrovství. 
Mistrem světa se stal 24letý norský biatlonista Sturla Holm Laegreid, který získal při svém debutu na světovém šampionátu čtvrtá zlatá medaile, z toho druhá individuální, čímž se stal nejúspěšnějším mužským účastníkem mistrovství. Na druhém místě dojel další Nor Johannes Dale, pro kterého to byl třetí cenný kov z této akce. Třetí místo obsadil Quentin Fillon Maillet reprezentující Francii, pro kterého to byla první medaile, přestože v každém individuální závodě jako jediný skončil mezi nejlepšími šesti závodníky.

## Výsledky
| Pořadí | č. | biatlonista                | stát                  | střelba (L+L+S+S) | čas     | ztráta  |
| --- | -- | -------------------------- | --------------------- | ----------------- | ------- | ------- |
| Zlatá medaile | 3  | Sturla Holm Laegreid (b)   | Norsko                | 1 (0+0+0+1)       | 36:27,2 |         |
| Stříbrná medaile | 8  | Johannes Dale              | Norsko                | 2 (0+1+1+0)       | 36:37,4 | +10,2   |
| Bronzová medaile | 9  | Quentin Fillon Maillet     | Francie               | 2 (1+1+0+0)       | 36:40,0 | +12,8   |
| 4. | 14 | Simon Eder                 | Rakousko              | 1 (0+0+0+1)       | 36:50,3 | +23,1   |
| 5. | 12 | Jakov Fak                  | Slovinsko             | 1 (0+0+0+1)       | 36:57,2 | +30,0   |
| 6. | 10 | Tarjei Bø (r)              | Norsko                | 2 (0+1+0+1)       | 37:00,5 | +33,3   |
| 7. | 11 | Lukas Hofer                | Itálie                | 2 (0+1+0+1)       | 37:06,9 | +39,7   |
| 8. | 7  | Johannes Thingnes Bø (yg)  | Norsko                | 5 (2+0+2+1)       | 37:12,6 | +45,4   |
| 9. | 23 | Alexandr Loginov           | Ruská biatlonová unie | 2 (0+1+0+1)       | 37:17,2 | +50,0   |
| 10. | 5  | Sebastian Samuelsson       | Švédsko               | 3 (0+0+2+1)       | 37:26,9 | +59,7   |
| 11. | 29 | Christian Gow              | Kanada                | 1 (0+0+1+0)       | 37:29,3 | +1:02,1 |
| 12. | 6  | Arnd Peiffer               | Německo               | 3 (0+0+1+2)       | 37:36,4 | +1:09,2 |
| 13. | 4  | Simon Desthieux            | Francie               | 3 (1+1+1+0)       | 37:49,1 | +1:21,9 |
| 14. | 18 | Eduard Latypov             | Ruská biatlonová unie | 2 (0+1+1+0)       | 37:59,3 | +1:32,1 |
| 15. | 25 | Matvej Jelisejev           | Ruská biatlonová unie | 3 (1+1+1+0)       | 38:11,1 | +1:43,9 |
| 16. | 15 | Vetle Sjåstad Christiansen | Norsko                | 4 (1+2+1+0)       | 38:26,8 | +1:59,6 |
| 17. | 24 | Antonin Guigonnat          | Francie               | 4 (1+3+0+0)       | 38:32,1 | +2:04,9 |
| 18. | 22 | Miha Dovžan                | Slovinsko             | 2 (1+0+0+1)       | 38:38,5 | +2:11,3 |
| 19. | 1  | Martin Ponsiluoma          | Švédsko               | 6 (1+3+1+1)       | 38:45,6 | +2:18,4 |
| 20. | 27 | Said Karimulla Chalili     | Ruská biatlonová unie | 3 (1+1+0+1)       | 38:46,3 | +2:19,1 |
| 21. | 16 | Artem Pryma                | Ukrajina              | 5 (0+1+1+3)       | 39:09,8 | +2:42,6 |
| 22. | 17 | Andrejs Rastorgujevs       | Lotyšsko              | 5 (2+1+1+1)       | 39:22,3 | +2:55,1 |
| 23. | 13 | Benedikt Doll              | Německo               | 6 (3+0+1+2)       | 39:25,7 | +2:58,5 |
| 24. | 28 | Thomas Bormolini           | Itálie                | 2 (1+0+1+0)       | 39:30,7 | +3:03,5 |
| 25. | 21 | Florent Claude             | Belgie                | 3 (0+1+1+1)       | 39:47,9 | +3:20,7 |
| 26. | 20 | Michal Krčmář              | Česko                 | 5 (1+0+1+3)       | 39:53,2 | +3:26,0 |
| 27. | 26 | Peppe Femling              | Švédsko               | 4 (1+2+0+1)       | 39:53,3 | +3:26,1 |
| 28. | 30 | Jesper Nelin               | Švédsko               | 6 (2+2+2+0)       | 40:19,2 | +3:52,0 |
| 29. | 19 | Jake Brown                 | USA                   | 6 (1+0+4+1)       | 40:24,3 | +3:57,1 |
| 30. | 2  | Emilien Jacquelin          | Francie               | 5 (0+5+0+0)       | 43:36,7 | +7:09,5 |
| Zdroj:, Č. – startovní číslo závodníka, y – vedoucí závodník hodnocení světového poháru, r – vedoucí závodník hodnocení disciplíny, b – nejlepší závodník do 25 let, g – obhájce vítězství |    |                            |                       |                   |         |         |